# 洛杉磯縣自然歷史博物館
洛杉磯縣自然歷史博物館（英語：Natural History Museum of Los Angeles County）是美國西部最大的自然歷史博物館，位於洛杉磯縣洛杉磯市，館藏包括3500萬份標本和手工藝品。

## 历史

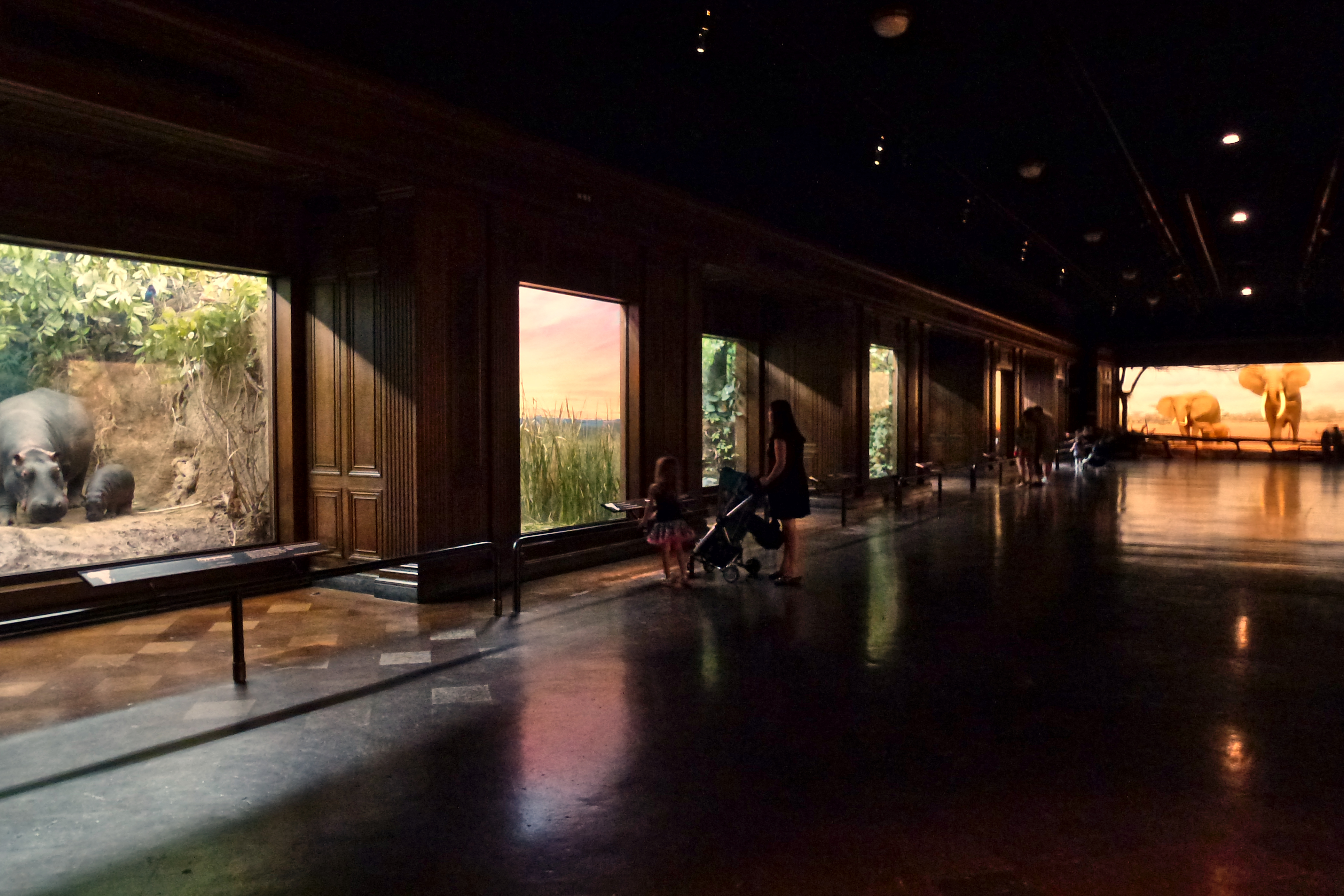
哺乳動物館

該博物館1913年成立時稱為歷史科學藝術博物館（Museum of History, Science, and Art），歷史可追溯到1910年成立的一個博物館協會，1961年分成現在的洛杉磯自然科學博物館和洛杉矶县立艺术博物馆，1965年後者搬到維爾雪大道，原址由自然科學博物館使用，後來自然科學博物館改名為現在的洛杉磯自然歷史博物館。1975年成為美國國家史蹟。

## 外部連結
- Natural History Museum of Los Angeles County official website （页面存档备份，存于）
- William S. Hart Ranch and Museum （页面存档备份，存于）
- George C. Page Museum at the La Brea Tar Pits （页面存档备份，存于）
- Review of the Museum's new Dinosaur Hall （页面存档备份，存于） at the New York Times, July 19, 2011
- Slide show of exhibit （页面存档备份，存于）

34°01′01″N 118°17′20″W / 34.016989°N 118.288781°W